# 80e méridien est
En géographie, le 80e méridien est est le méridien joignant les points de la surface de la Terre dont la longitude est égale à 80° est.

## Géographie

### Dimensions
Comme tous les autres méridiens, la longueur du 80e méridien correspond à une demi-circonférence terrestre, soit 20 003,932 km. Au niveau de l'équateur, il est distant du méridien de Greenwich de 8 906 km,.
Avec le 100e méridien ouest, il forme un grand cercle passant par les pôles géographiques terrestres.

### Régions traversées
En commençant par le pôle Nord et descendant vers le sud au pôle Sud, Le 80e méridien est passe à travers:
| Coordonnées          | Pays, territoire ou mer | Notes |
| -------------------- | ----------------------- | --- |
| 90° 00′ N, 80° 00′ E | Océan Arctique          | |
| 81° 07′ N, 80° 00′ E | Mer de Kara             | |
| 80° 58′ N, 80° 00′ E | Russie                  | Kraï de Krasnoïarsk — Île Ouchakov |
| 80° 50′ N, 80° 00′ E | Mer de Kara             | Passe juste à l'ouest de Île Dikson, Kraï de Krasnoïarsk, Russie |
| 72° 11′ N, 80° 00′ E | Russie                  | Kraï de Krasnoïarsk Iamalie — à partir de 71° 08′ N, 80° 00′ E Kraï de Krasnoïarsk — from 70° 19′ N, 80° 00′ E Iamalie — à partir de 69° 22′ N, 80° 00′ E Khantys-Mansis — à partir de 62° 48′ N, 80° 00′ E Oblast de Tomsk — à partir de 60° 40′ N, 80° 00′ E Oblast de Novossibirsk — à partir de 56° 37′ N, 80° 00′ E Krai de l'Altai — à partir de 53° 57′ N, 80° 00′ E |
| 50° 51′ N, 80° 00′ E | Kazakhstan              | |
| 44° 58′ N, 80° 00′ E | Chine                   | Xinjiang – sur environ 18 km |
| 44° 48′ N, 80° 00′ E | Kazakhstan              | |
| 42° 22′ N, 80° 00′ E | Kirghizistan            | |
| 42° 02′ N, 80° 00′ E | Chine                   | Xinjiang |
| 35° 27′ N, 80° 00′ E | Aksai Chin              | Disputé par l' Inde et la Chine |
| 34° 39′ N, 80° 00′ E | Chine                   | Tibet |
| 30° 52′ N, 80° 00′ E | Aksai Chin              | Disputé par l' Inde et la Chine – sur environ 4 km |
| 30° 50′ N, 80° 00′ E | Inde                    | Uttarakhand Uttar Pradesh — à partir de 28° 43′ N, 80° 00′ E Madhya Pradesh — à partir de 25° 17′ N, 80° 00′ E Maharashtra — à partir de 21° 32′ N, 80° 00′ E Telangana — à partir de 18° 46′ N, 80° 00′ E Andhra Pradesh — à partir de 16° 42′ N, 80° 00′ E Tamil Nadu — à partir de 13° 29′ N, 80° 00′ E                                                                  |
| 12° 14′ N, 80° 00′ E | Océan Indien            | Golfe du Bengale |
| 9° 48′ N, 80° 00′ E  | Sri Lanka               | Péninsule de Jaffna |
| 9° 36′ N, 80° 00′ E  | Océan Indien            | Détroit de Palk |
| 9° 00′ N, 80° 00′ E  | Sri Lanka               | |
| 6° 24′ N, 80° 00′ E  | Océan Indien            | |
| 60° 00′ S, 80° 00′ E | Océan Austral           | |
| 68° 02′ S, 80° 00′ E | Antarctique             | Territoire antarctique australien revendiqué par Australie |